# 布里基夫 (舒姆西克區)
50°6′2″N 26°8′48″E / 50.10056°N 26.14667°E
布里基夫（烏克蘭語：Бриків），是烏克蘭的村落，位於該國西部捷爾諾波爾州，由克列梅涅茨區負責管轄，處於庫馬河畔，始建於1566年，面積4.21平方公里，2001年人口996。